# Raión de Selizhárovo
El raión de Selizhárovo (ruso: Селижа́ровский райо́н) es un distrito administrativo (raión) ruso perteneciente a la óblast de Tver. Su forma de autogobierno local es desde 2020 la de ókrug municipal (Селижа́ровский муниципальный округ), albergando su territorio un único ayuntamiento con sede en la capital distrital homónima. Se ubica en el centro-oeste de la óblast.
En 2021, el raión tenía una población de 10 327 habitantes, de los cuales 5931 vivían en el asentamiento de tipo urbano de Selizhárovo. Los otros algo más de cuatro mil habitantes se repartían en 370 localidades rurales, de las cuales las más pobladas son Selishche (de algo menos de ochocientos habitantes), Okovtsy, Filístovo, Bolshaya Kosha, Shuváyevo, Zajárovo, Dubrovki y Yeltsý (estas siete últimas con una población de entre doscientos y trescientos habitantes cada una).
El raión está atravesado por el río Volga, que forma en el límite noroccidental del distrito el lago Volgo. Entre los afluentes del Volga que fluyen por el raión destacan el río Selizhárovka y el río Túdovka.